# Filozofska fakulteta v Sarajevu
Filozofska fakulteta (izvirno bosansko Filozofski fakultet u Sarajevu), s sedežem v Sarajevu, je fakulteta, ki je članica Univerze v Sarajevu.